# Kratu
Kratu (dewanagari (क्रतु, trl. Kratu, ang. Kratu) – jeden z synów Brahmy, starożytny natchniony mędrzec indyjski (ryszi - dewanagari ऋषि. trl. ṛṣi, ang. rishi).

## Pochodzenie i postacie powiązane

### Pochodzenie
- Zgodnie z Wisznupuraną[1] i Kurmapuraną[2] oraz naukami Guru adźapajogi[3] mędrzec Kratu jednym z dziewięciu, stworzonych przez Brahmę w pierwszej manwantarze, wielkich starożytnych mędrców zwanych nawabrahmarszimi (dziewięcioma brahmarszimi). Pozostałych ośmiu to: Marići, Bhrygu, Angiras, Pulastja, Pulaha, Daksza, Atri i Wasisztha.
- Mędrzec Kratu jest jednym z pradźapatich (dewanagari प्रजापति, trl. prajāpati, ang. Prajapati, tłum. pan stworzeń, praojciec ludzkości) oraz manasaputra - zrodzonym z umysłu Brahmy. Brahma po prostu powołał go do istnienia swoim pragnieniem, aby towarzyszył mu w procesie tworzenia.
- W Puranach można odnaleźć podania, iż Kratu narodził się w cudowny sposób z ręki Brahmy[4][5].

### Żony i potomstwo
Kratu, za zgodą swojego ojca Brahmy, poślubił Krija (dewanagari क्रिया, trl. kriyā, ang. Kriya), jedną z dziewięciu córek Kardamy muniego (dewanagari कर्दम, trl. kārdama) i jego żony Dewahuti (dewanagari देवहूति, trl. devahūti, ang. Devahuti) oraz Sannati (dewanagari संनति, trl. saṃnati, ang. Sannati) córkę brahmarsziego Dakszy. 
Z Sannati mędrzec Kratu miał 60.000 synów, zwanych Walakhilja (dewanagari वालखिल्य, trl. vālakhilya, ang. Valakhilya lub Balakhilya), którzy byli bardzo małego wzrostu, wielkości kciuka. Ci synowie cały czas poruszają się przed rydwanem boga Słońca Surji, otaczając go czcią. Duchowa moc Walakhiljów utrzymuje Słońce na jego stałej orbicie.

### Inkarnacje
Słynny maharszi Wed - Wjasa (dewanagari: व्यास, trl. Vyāsa, ang. Vyasa) podzielił Wedy i następnie wytłumaczył je w Puranach, był wcieleniem mędrca Kratu.

## Recepcja w literaturze religijnej
- Mahabharata i Śiwapurana wspominają, iż Kratu jest jednym z saptarszich.

## Astrologia indyjska
| Saptarszi | Oznaczenie Bayera | Tradycyjna nazwa zachodnia |
| --------- | ----------------- | -------------------------- |
| Kratu     | α UMa             | Dubhe                      |
| Pulaha    | β UMa             | Merak                      |
| Pulastja  | γ UMa             | Phecda                     |
| Atri      | δ UMa             | Megrez                     |
| Angiras   | ε UMa             | Alioth                     |
| Wasisztha | ζ UMa             | Mizar                      |
| Marići    | η UMa             | Alkaid                     |

Asteryzm Wielkiego Wozu

Astrologia indyjska przypisuje gwiazdom układu Wielkiego Wozu imiona poszczególnych saptarszich. Dlatego układ tych gwiazd często nazywany jest Saptarszi Mandala (dewanagari मण्डल, trl. maṇḍala, symbol). "Górna tylna krawędź" wozu według tejże astrologii opisywana jest jako Kratu, a według astrologii zachodniej jako Dubhe.

## Recepcja w nurtach hinduistycznych

### Adźapajoga

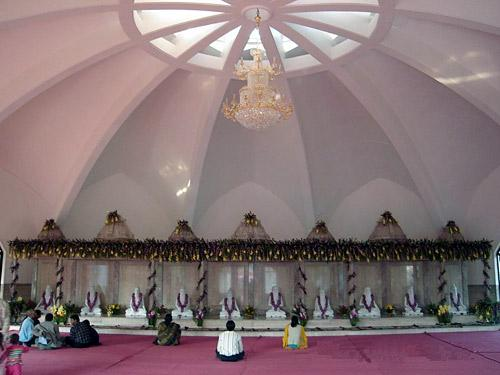
Wnętrze Świątyni Dziewięciu Brahmarszich w aśramie adźapajogi w Jamshedpurze w Indiach.

- Kratu do dzisiaj jest głęboko zaangażowany w dobro wszechświata[7].
- Guru adźapajogi nauczają, iż technika praktyki jogi zwanej adźapą wywodzi się od dziewięciu synów Brahmy zwanych nawabrahmarszimi. Zgodnie z tą tradycją jednym z brahmarszich jest Kratu. Wszyscy ci brahmarszi biorą udział w kreacji wszechświata i otaczają go swoją opieką. Mając na uwadze powyższe aspekty Guru Janardan Paramahansa, około roku 1970, postanowił stworzyć świątynię ku ich czci. Wizja Guru Janardana została zrealizowana w 1976 roku. Na terenie aśramu adźapajogi w Dimna[10] koło Jamshedpur w Indiach, powstała pierwsza na świecie świątynia poświęcona wszystkim dziewięciu brahmarszim. Następca Guru Janardana, Guru Prasad Paramahansa, około 2001 roku postanowił dokonać przebudowy istniejącej świątyni. Uroczyste otwarcie odnowionej świątyni nastąpiło w dniu 24 grudnia 2006 roku, jest ona wzorowana w swoim wyglądzie na świątyni w Siddhaśramie (dewanagari सिद्धाश्रम, trl. siddhāśrama)[3]. Świątynia ta zwana jest Rishi Mandir czyli Świątynia Ryszich.